# Emil Mulukow
Emil Eduardowicz Mulukow (ros. Эмиль Эдуардович Мулюков, ur. 6 stycznia 1986 w Ufie) – rosyjski skoczek narciarski pochodzący z Baszkortostanu, reprezentant klubu CSK Łokomotiw Ufa. Uczestnik zimowej uniwersjady (2007 i 2009). Indywidualny mistrz Rosji na skoczni normalnej z 2007, wielokrotny medalista mistrzostw kraju.

## Przebieg kariery
W oficjalnych zawodach międzynarodowych rozgrywanych pod egidą FIS zadebiutował w lipcu 2006 w Garmisch-Partenkirchen, gdzie był 13. w konkursie FIS Cupu. W zawodach tego cyklu wystąpił jeszcze w grudniu 2007, gdy w Harrachovie zajął 44. i 33. miejsce. Nigdy więcej nie wystąpił w żadnych innych zawodach pucharowych rozgrywanych pod egidą FIS.
Dwukrotnie brał udział w zimowej uniwersjadzie – w 2007 indywidualnie zajął 14. (skocznia normalna) i 36. (skocznia duża) pozycję, a drużynowo reprezentacja Rosji była 10., a w 2009 był 26. w rywalizacji indywidualnej na skoczni normalnej.
Jest medalistą mistrzostw Rosji – w 2007 zdobył złoty medal w rywalizacji indywidualnej na skoczni normalnej. Ponadto wielokrotnie stawał na podium imprez tej rangi w konkursach drużynowych – zdobył złoto w 2006, srebro w latach 2003, 2004, 2005 i 2008 oraz brąz w 2009 i 2010.
Mulukow jest rekordzistą skoczni normalnej K-90 w Kirowie (104 metry uzyskane 28 stycznia 2006) oraz obiektu tej samej wielkości w kompleksie Awanhard w Worochcie (106 metrów uzyskane 19 sierpnia 2007). Na drugim z tych obiektów trzykrotnie z rzędu triumfował w zawodach Pucharu Karpat.

## Zimowa uniwersjada

### Indywidualnie
| 2007 Pragelato | – | 14. miejsce (skocznia normalna), 36. miejsce (skocznia duża) |
| 2009 Yabuli    | – | 26. miejsce (skocznia normalna)                              |

### Drużynowo
| 2007 Pragelato | – | 10. miejsce |

## FIS Cup

### Miejsca w klasyfikacji generalnej
| Sezon     | Miejsce |
| --------- | ------- |
| 2006/2007 | 119.    |

### Miejsca w poszczególnych konkursachFIS Cupu
| Źródło                                                                        | Źródło        | Źródło                 | Źródło         | Źródło       | Źródło     | Źródło     | Źródło     | Źródło      | Źródło      | Źródło    | Źródło    | Źródło  | Źródło  | Źródło   | Źródło   | Źródło | Źródło | Źródło  | Źródło  | Źródło   | Źródło   | Źródło  | Źródło | Źródło | Źródło | Źródło | Źródło | Źródło | Źródło | Źródło | Źródło | Źródło | Źródło | Źródło | Źródło | Źródło | Źródło | Źródło | Źródło |
| ----------------------------------------------------------------------------- | ------------- | ---------------------- | -------------- | ------------ | ---------- | ---------- | ---------- | ----------- | ----------- | --------- | --------- | ------- | ------- | -------- | -------- | ------ | ------ | ------- | ------- | -------- | -------- | ------- | ------ | ------ | ------ | ------ | ------ | ------ | ------ | ------ | ------ | ------ | ------ | ------ | ------ | ------ | ------ | ------ | ------ |
| Sezon 2006/2007                                                               |               |                        |                |              |            |            |            |             |             |           |           |         |         |          |          |        |        |         |         |          |          |         |        |        |        |        |        |        |        |        |        |        |        |        |        |        |        |        |        |
| Bischofshofen                                                                 | Bischofshofen | Garmisch-Partenkirchen | Örnsköldsvik   | Örnsköldsvik | Einsiedeln | Einsiedeln | Seefeld    | Chaux-Neuve | Chaux-Neuve | Zakopane  | Zakopane  | Zaō     | Zaō     | Sapporo  | punkty   | punkty | punkty | punkty  | punkty  | punkty   | punkty   | punkty  | punkty | punkty | punkty | punkty | punkty | punkty | punkty | punkty | punkty | punkty | punkty |        |        |        |        |        |        |
| -                                                                             | -             | 13                     | -              | -            | -          | -          | -          | -           | -           | -         | -         | -       | -       | -        | 20       | 20     | 20     | 20      | 20      | 20       | 20       | 20      | 20     | 20     | 20     | 20     | 20     | 20     | 20     | 20     | 20     | 20     | 20     |        |        |        |        |        |        |
| Sezon 2007/2008                                                               |               |                        |                |              |            |            |            |             |             |           |           |         |         |          |          |        |        |         |         |          |          |         |        |        |        |        |        |        |        |        |        |        |        |        |        |        |        |        |        |
| Bischofshofen                                                                 | Bischofshofen | Oberwiesenthal         | Oberwiesenthal | Falun        | Falun      | Einsiedeln | Einsiedeln | Notodden    | Notodden    | Harrachov | Harrachov | Lauscha | Lauscha | Eisenerz | Eisenerz | Kuopio | Kuopio | Szczyrk | Szczyrk | Whistler | Whistler | Sapporo | Zaō    | Zaō    | punkty |        |        |        |        |        |        |        |        |        |        |        |        |        |        |
| -                                                                             | -             | -                      | -              | -            | -          | -          | -          | -           | -           | 44        | 33        | -       | -       | -        | -        | -      | -      | -       | -       | -        | -        | -       | -      | -      | 0      |        |        |        |        |        |        |        |        |        |        |        |        |        |        |
| Legenda                                                                       |               |                        |                |              |            |            |            |             |             |           |           |         |         |          |          |        |        |         |         |          |          |         |        |        |        |        |        |        |        |        |        |        |        |        |        |        |        |        |        |
| 1 2 3 4-10 11-30 poniżej 30 dq – dyskwalifikacja - − zawodnik nie wystartował |               |                        |                |              |            |            |            |             |             |           |           |         |         |          |          |        |        |         |         |          |          |         |        |        |        |        |        |        |        |        |        |        |        |        |        |        |        |        |        |